# スペイン狂詩曲 (リスト)
スペイン狂詩曲（スペインきょうしきょく、仏 Rhapsodie espagnole）S.254は、フランツ・リストがピアノ独奏のために書いた楽曲である。

## 概要
1858年に作曲された（かつては1863年説が有力だった）。演奏旅行でスペインを訪れた印象を元に1845年に「スペインの歌による演奏会用大幻想曲」（S.253）が作曲され、同じ旋律が用いられていることと、超絶技巧が多彩に駆使されている共通点が「スペイン狂詩曲」にはある。
演奏時間は12 - 13分程度。三部形式であり、前半ではフォリア、後半ではホタ・アラゴネーサ（アラゴンのホタ）というスペインの舞曲が用いられている。終盤ではフォリアが華麗に再現される。
華やかで演奏効果が高いが、リストの難曲の中でも難易度が最も高い数曲の1つとされ、国際コンクールで演奏されることが多い反面、コンサートの場では超絶技巧に自信があるピアニスト以外は敬遠しがちなレパートリーである。ジョルジュ・シフラ、ラザール・ベルマン、スティーヴン・ハフによる狂気的な演奏が知られている。
リスト自身によるオーケストラ版も書き残されているが、1894年にフェルッチョ・ブゾーニがピアノ協奏曲編成に編曲し、同時に2台のピアノ版も作られた。ダルヴァシュ・ガボールによるオーケストラ用編曲版や、森田一浩による吹奏楽用編曲版もある。